# Zadnia Niewcyrska Szczerbina
Zadnia Niewcyrska Szczerbina (niem. Obere Terianskoscharte, słow. Vyšné terianske sedlo, węg. Felső Terianszkocsorba) – przełęcz w Grani Hrubego w słowackiej części Tatr Wysokich. Jest to drobne wcięcie w grani oddzielające od siebie dwie Niewcyrskie Turnie: Zadnią Niewcyrską Turnię na południowym wschodzie i Pośrednią Niewcyrską Turnię na północnym zachodzie. W kierunku południowo-zachodnim, do najwyższej części Niewcyrki z przełęczy opada skalisto-trawiasty żleb o różnicy wysokości 110 m. Do Wielkiego Ogrodu w Dolinie Hlińskiej opada ściana, w której brak wyróżniających się formacji.
Dalej na północny zachód w Grani Hrubego znajdują się jeszcze dwie Niewcyrskie Szczerbiny: Pośrednia Niewcyrska Szczerbina i Skrajna Niewcyrska Szczerbina. Nazwy przełęczy utworzył Witold Henryk Paryski w 8. tomie przewodnika wspinaczkowego. Pochodzą od Niewcyrki, do której opadają południowo-zachodnie stoki Grani Hrubego.
Na przełęcz nie prowadzą żadne znakowane szlaki turystyczne. Dla taterników dostępna jest tylko z grani lub od strony północnej (obecnie Niewcyrka jest obszarem ochrony ścisłej z zakazem wstępu).

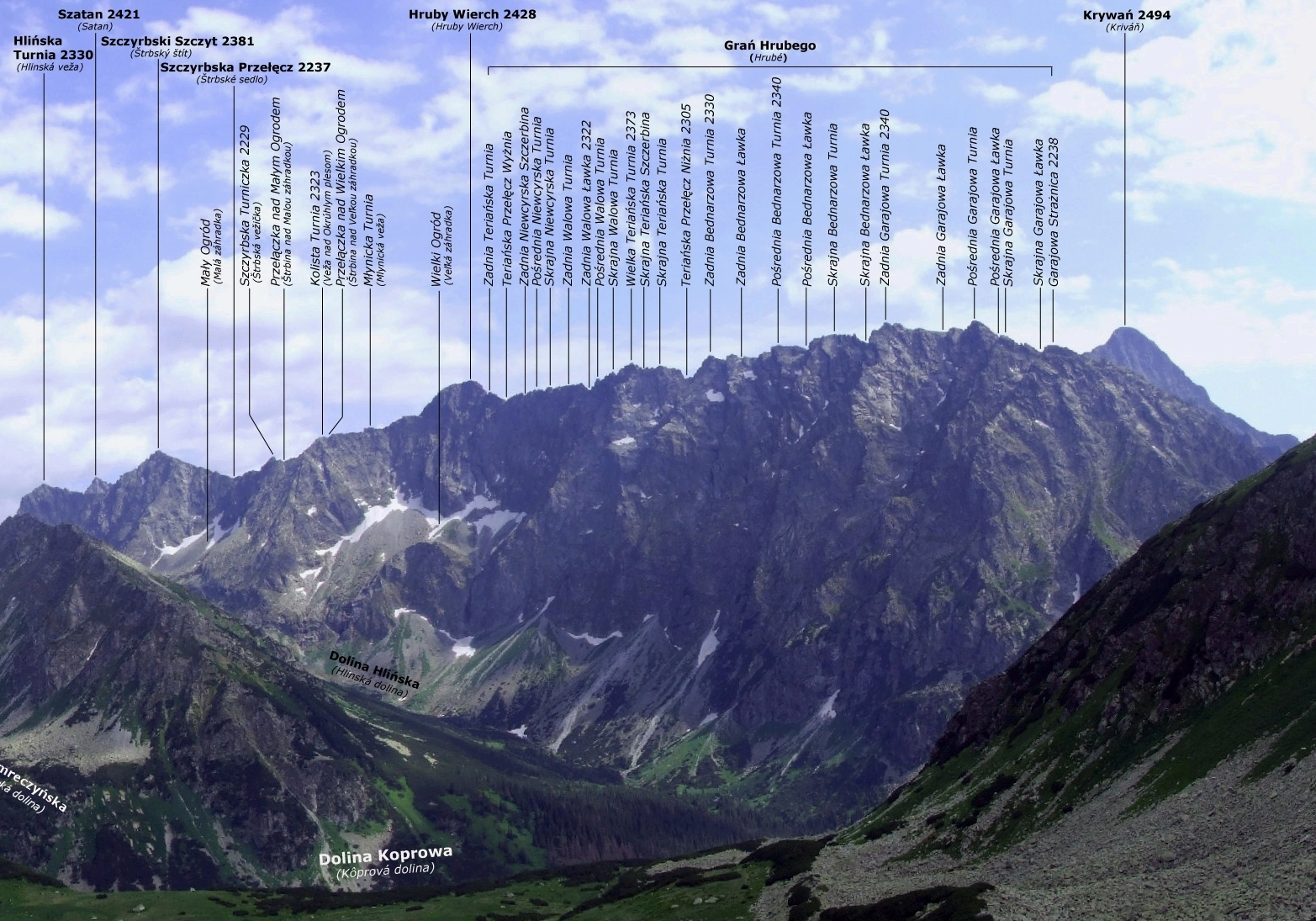
Widok z Zaworów
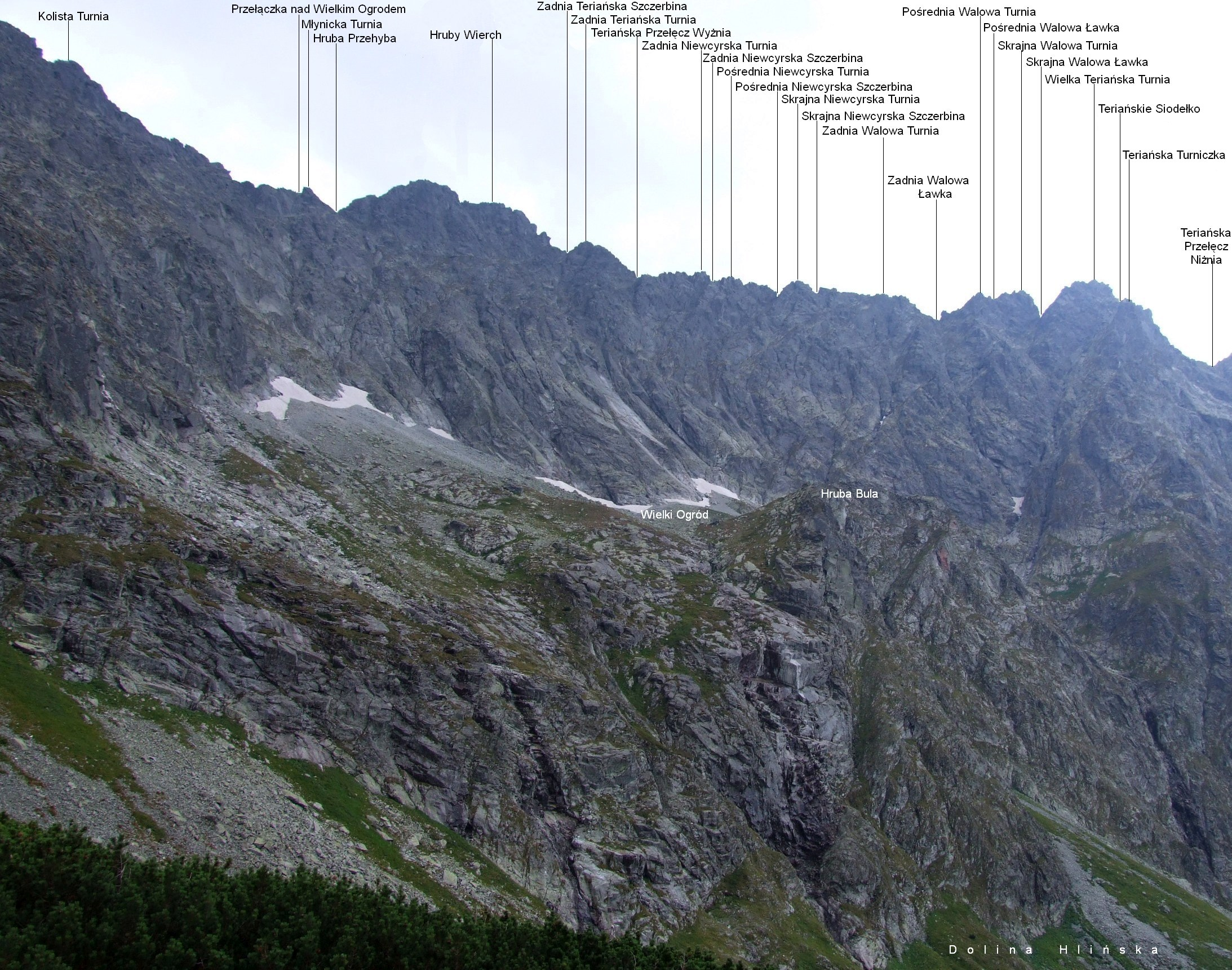
Widok z Doliny Hlińskiej